# Floris Middendorp
Floris Middendorp, född den 4 juni 2001 i Zwolle, är en nederländsk landhockeyspelare.

## Karriär
Floris Middendorp ingick i Nederländernas landhockeylag som tog guld vid OS 2024.